# Astragalus handelii
Astragalus handelii es una especie de planta del género Astragalus, de la familia de las leguminosas, orden Fabales.

## Distribución
Astragalus handelii se distribuye por China.

## Taxonomía
Fue descrita científicamente por H. T. Tsai & Yu. Fue publicada en Bull. Fan Mem. Inst. Biol. Bot. 7: 20 (1936).